# Kim Hyun-ok
Kim Hyun-Ok (14 de maio de 1974) é uma handebolista sul-coreana. medalhista olímpica.
Kim Hyun-Ok fez parte da geração medalha de prata em Atenas 2004. 